# Michael Habs
Michael Habs (* 22. Mai 1950 in Frankfurt am Main) ist ein deutscher Manager, apl. Professor für Phytopharmakologie und war Geschäftsführer bei Dr. Willmar Schwabe.

## Leben und Wirken
Michael Habs studierte von 1968 bis 1974 Medizin an der Rheinischen Friedrich-Wilhelms-Universität Bonn und der Ruprecht-Karls-Universität Heidelberg. In Bonn wurde er im Corps Rhenania aktiv und 1969 recipiert. 1974 wurde er in Heidelberg zum Dr. med. promoviert. 1981 erfolgte dort seine Habilitation und 1982 seine Ernennung zum Privatdozenten. Nach der Umhabilitierung 1985 wurde er 1992 zum außerplanmäßigen Professor für experimentelle Medizin (Onkologie) und Toxikologie an der Ludwig-Maximilian-Universität München ernannt und ist seitdem Lehrbeauftragter für Phytopharmakologie.
Von 1974 bis 1982 war er als Wissenschaftler am Krebsforschungszentrum in Heidelberg tätig. Von 1982 bis 1983 war er Leiter der Klinischen Forschung der Heinrich Mack GmbH & Co. KG in Illertissen. 1985 wurde er Leiter der medizinisch-wissenschaftlichen Abteilung und medizinischer Direktor der Smith Kline Dauelsberg in München. In der Folge wechselte er zur Dr. Willmar Schwabe GmbH & Co. KG, wo er Leiter des Marketings und Vertriebs und 1996 Geschäftsführer wurde. 2015 schied er aus der Geschäftsführung aus.
Die Schwerpunkte der wissenschaftlichen Arbeit von Habs waren Toxikologie und experimentelle Onkologie.

## Auszeichnungen
- Preis der deutschen Therapiewoche, 1982

## Schriften
- Untersuchung des Einflusses der Schwermetallsalze Zinkchlorid, Eisen(II)chlorid und Mangan(II)chlorid auf die cancerogene Wirkung von Äthylnitrosoharnstoff, 1973.
- Experimentelle Untersuchungen zur cancerogenen Wirkung zytostatischer Arzneimittel, 1980.
- Stellungnahme zum möglichen Krebsrisiko durch Luftverunreinigungen mit Asbest, 1981. (zusammen mit Reinhold Klein)
- Ängstlich gespannte Unruhezustände – Reaktion auf Überforderung und Verlust, 1991. (zusammen mit Karin Wilbrand)